# Административно-территориальное деление Городецкого района
В Городецкий район, в рамках административно-территориального устройства области, входят 12  административно-территориальных образований, в том числе 2 города районного значения, 1 рабочий посёлок и 9 сельсоветов.
В Городецкий муниципальный район, в рамках организации местного самоуправления, входят соответственно 12 муниципальных образований, в том числе 3 городских поселения и 9 сельских поселений.
В административно-территориальные (муниципальные) образования входят 437 населённых пунктов.

## История
Первоначально в составе Городецкого района были выделены 2 города районного значения, 1 рабочий посёлок и 12 сельсоветов. В рамках организации местного самоуправления в 2006 году были образованы соответственно 3 городских и 12 сельских поселений:
- Городские поселения (города районного значения и рабочий посёлок): г. Городец, г. Заволжье, р. п. Первомайский
- Сельские поселения (сельсоветы): Бриляковский, Зарубинский, Зиняковский, Ильинский, Ковригинский, Кумохинский, Мошковский, Смиркинский, Смольковский, Тимирязевский, Федуринский, Ягодно-Лесновский.

В 2009 году были упразднены:
- Ягодно-Лесновский сельсовет — включён в Бриляковский сельсовет;
- Зарубинский сельсовет — включён в Зиняковский сельсовет;
- Ильинский и Мошковский сельсоветы — объединены в Николо-Погостинский сельсовет.

## Города и рабочий посёлок
| Название                     | Населённые пункты в составе образования |
| ---------------------------- | --------------------------------------- |
| Город Городец                | г. Городец                              |
| Город Заволжье               | г. Заволжье                             |
| Рабочий посёлок Первомайский | р. п. Первомайский                      |

## Сельсоветы
| Название                      | Населённые пункты в составе образования |
| ----------------------------- | --- |
| Бриляковский сельсовет        | с. Бриляково д. Бабино д. Бастраново д. Беляницино д. Богданово д. Богомолово д. Бодягино д. Бурково д. Воробьево д. Горюшки д. Дроздово д. Дубрава д. Дырино д. Евдокимово д. Ефутино д. Жбанниково д. Зубово д. Калинки д. Карлово д. Ключи д. Колываново д. Коньково д. Копосово д. Косолапово д. Красная Рамень д. Красноселье д. Кривоносово д. Кумохино д. Лазарево д. Лапино д. Лбово д. Мехово д. Мокрушино д. Мочальное д. Мошкино д. Никольское д. Никулино д. Ничунаево д. Ожгихино д. Осоково д. Островино д. Пестряково д. Попово д. Привалово д. Притыкино д. Прокурино д. Роймино д. Рыжухино д. Сидорово д. Слышково д. Старцево д. Стрекалово д. Сысуйково д. Телицино д. Токовиково д. Ульянково д. Филоново д. Хахалино д. Чегенево д. Шадрино д. Шарыпово д. Ягодно-Лесное |
| Зиняковский сельсовет         | с. Зиняки д. Александровка д. Арефино д. Артемьево п. Артемьево д. Бабчино д. Большие Берёзки д. Бурдуково д. Ведерниково д. Войлоково д. Володино с. Воронино д. Выскорное д. Гаврилки д. Горбуши д. Горюшкино д. Горяшино д. Гранино д. Гридниково д. Долганово д. Дроздово д. Елево д. Елхово д. Емелино д. Журавлёво д. Завражное д. Заплутайки с. Зарубино д. Ивашково д. Калинкино д. Карпово д. Карташиха д. Киреево с. Кирюшино д. Колесниково д. Колоногово д. Конопляново д. Коптево д. Костромино д. Круглово д. Ларино д. Лихачево д. Луковкино д. Максимовское д. Малахово д. Малые Берёзки д. Марково д. Матренино д. Мельниково д. Могильцы д. Неболдино д. Никитино д. Обухово д. Овинное д. Осинки д. Пелевино д. Пестово д. Подолец д. Покровское д. Полежайки д. Пречистино д. Притыкино д. Прудово п. Прудово д. Пудово д. Редькино д. Рогозинино д. Самохвалово д. Сидорово д. Ситниково д. Смольники д. Солоденино д. Соримостово д. Сорокоумово д. Сосновское д. Стрелка д. Строино д. Ступино д. Сухаренки п. Сухаренки д. Тюкалово д. Фердуново д. Харино д. Худяково д. Черемушки д. Черново д. Чернораменье д. Чуркино д. Шалахино д. Шапошное д. Шешуки д. Ширшово д. Шошино д. Шутово д. Юрово д. Яблонное д. Яришное д. Ястребцово |
| Ковригинский сельсовет        | д. Ковригино д. Ахлебаиха д. Белоглазово д. Бледны д. Боковка д. Высоково д. Гришманово д. Завидлево д. Конево д. Коробейниково д. Косково д. Курочкино д. Курцево д. Лосево д. Мошкино д. Никулино д. Ноздрино д. Петухово д. Прозорово д. Репино д. Романово д. Руя д. Савино д. Филипцево д. Черна |
| Кумохинский сельсовет         | д. Кудашиха д. Абросиха д. Авдеево д. Безводное д. Бротены д. Варварское д. Высокая Рамень д. Галанино д. Горбуново д. Горохово д. Жеравизное п. Детского санатория д. Заборово д. Завражное д. Заломаево д. Засорихино д. Кабачево д. Каплино д. Кленово д. Клюшниково д. Копнино д. Кумохино д. Кунорино д. Липовая Грива д. Ложкино д. Ляпуново д. Мостовое д. Мысово д. Налескино д. Наседкино д. Нечаиха д. Пестово д. Повалихино д. Подлужное д. Полизалово д. Пономарево д. Речная д. Рогожино д. Рожково д. Свинино д. Серково д. Слоново д. Сотнево с. Строчково д. Тарханово д. Тяблино п. Узольский д. Улыбино д. Черкуново д. Чернышиха д. Шейкино д. Яровская |
| Николо-Погостинский сельсовет | п. Аксентис д. Бакунино д. Барышево д. Басурманиха д. Безводное д. Блаженцово д. Бурково д. Бутаково д. Воловое д. Воронино д. Восчестниково д. Вяловская д. Глуховка д. Головино д. Гордеево д. Горенки д. Горенское п. Городецкий д. Гурьево д. Гусево д. Долганиха д. Дубенино д. Дубки д. Желтиково д. Иголенки п. Ильинский д. Караиха д. Клепиковка д. Ковалево д. Кожухово д. Коновалиха д. Копенное д. Коробово д. Костомарино д. Куфтино д. Лисицыно д. Ломки д. Лосево д. Лямино д. Меленки д. Милеево д. Митинское д. Мокеиха д. Мошки д. Нехлустино д. Нечаиха с. Николо-Погост д. Новочистное д. Опалево п. Первое Мая д. Победа д. Поповка д. Прокофьево д. Пустошь д. Савино д. Санниково д. Сельцо д. Сидорово д. Симоново д. Сосновское д. Старцево д. Суздалево д. Сысово д. Ульяниха д. Фаладово д. Харламиха д. Хаустово д. Частихино д. Чередково д. Чистомежное д. Шаталиха д. Швецово д. Шипилово д. Шишулино д. Щекино д. Ягодное |
| Смиркинский сельсовет         | п. Смиркино д. Аксеново д. Беляево д. Березино д. Виноградово д. Воротилово д. Высоково д. Конево д. Коровино д. Коровинское д. Мартыново д. Михайлово д. Облизино д. Осоково д. Пестряково д. Пятейки д. Собинное д. Сосновка д. Столбово д. Тарханово д. Тонково д. Трестьяны д. Федосеево д. Фомиха д. Чесноково д. Чучелиха д. Эмохоны |
| Смольковский сельсовет        | с. Смольки д. Абрамиха д. Аржаново д. Архипиха д. Ботусино д. Дарьино д. Долгуша д. Душенькино д. Елево д. Иконниково д. Караваево д. Кипрево д. Ковригино д. Кочнево д. Кузнечиха д. Лебедево д. Лесная д. Ломляево д. Луговое д. Малинки д. Никольское д. Оскордино д. Погуляйки д. Прозориха д. Пульниково д. Пшеничное д. Сбоиха с. Скородум д. Содомово д. Стрелка д. Тесовая д. Тихая д. Тревражное д. Тренино д. Филипцево д. Яблонное д. Ягодное |
| Тимирязевский сельсовет       | п. имени Тимирязева д. Алферово д. Андроново д. Артюшино д. Боково п. Буревестник д. Бушнево д. Васильевское д. Вашуриха д. Вашурово д. Ветелево д. Вологино д. Вязовое д. Жеховская д. Зубово д. Иваново д. Кирьяново д. Лисино д. Нагавицино д. Носово д. Павелкино д. Перевесное д. Родителево д. Скипино д. Скользихино д. Терентьево д. Ткалино д. Торохово д. Устиново д. Фёдоровское |
| Федуринский сельсовет         | д. Федурино д. Беляево д. Березники д. Блиново д. Большой Суходол п. Волжское лесничество д. Вороново д. Иголкино д. Козино д. Коробово д. Малый Суходол д. Митрофаново д. Мозгулино д. Орехово д. Осинки д. Останино д. Первушкино д. Петухово д. Рябинки д. Соболиха д. Содомово п. Турбазы д. Фалино-Пестово д. Филино д. Шушарино |

## Населённые пункты
В Городецком районе 437 населённых пунктов.
| №   | Населённый пункт         | Тип             | Население | Административно-территориальное (муниципальное) образование |
| --- | ------------------------ | --------------- | --------- | ----------------------------------------------------------- |
| 1   | Абрамиха                 | деревня         | →8        | Смольковский сельсовет                                      |
| 2   | Абросиха                 | деревня         | ↘85       | Кумохинский сельсовет                                       |
| 3   | Авдеево                  | деревня         | ↗14       | Кумохинский сельсовет                                       |
| 4   | Аксёново                 | деревня         | ↘17       | Смиркинский сельсовет                                       |
| 5   | Аксентис                 | посёлок         | ↘841      | Николо-Погостинский сельсовет                               |
| 6   | Александровка            | деревня         | ↘0        | Зиняковский сельсовет                                       |
| 7   | Алферово                 | деревня         | ↘0        | Тимирязевский сельсовет                                     |
| 8   | Андроново                | деревня         | ↗21       | Тимирязевский сельсовет                                     |
| 9   | Арёфино                  | деревня         | →0        | Зиняковский сельсовет                                       |
| 10  | Аржаново                 | деревня         | ↘27       | Смольковский сельсовет                                      |
| 11  | Артемьево                | деревня         | ↘0        | Зиняковский сельсовет                                       |
| 12  | Артемьево                | посёлок         | ↗1        | Зиняковский сельсовет                                       |
| 13  | Артюшино                 | деревня         | ↘10       | Тимирязевский сельсовет                                     |
| 14  | Архипиха                 | деревня         | ↗45       | Смольковский сельсовет                                      |
| 15  | Ахлебаиха                | деревня         | ↘7        | Ковригинский сельсовет                                      |
| 16  | Бабино                   | деревня         | ↗10       | Бриляковский сельсовет                                      |
| 17  | Бабчино                  | деревня         | ↗10       | Зиняковский сельсовет                                       |
| 18  | Бакунино                 | деревня         | ↘41       | Николо-Погостинский сельсовет                               |
| 19  | Барышево                 | деревня         | ↘1        | Николо-Погостинский сельсовет                               |
| 20  | Бастраново               | деревня         | →7        | Бриляковский сельсовет                                      |
| 21  | Басурманиха              | деревня         | ↘0        | Николо-Погостинский сельсовет                               |
| 22  | Безводное                | деревня         | ↗21       | Кумохинский сельсовет                                       |
| 23  | Безводное                | деревня         | ↘3        | Николо-Погостинский сельсовет                               |
| 24  | Белоглазово              | деревня         | ↘3        | Ковригинский сельсовет                                      |
| 25  | Беляево                  | деревня         | ↗7        | Смиркинский сельсовет                                       |
| 26  | Беляево                  | деревня         | ↘18       | Федуринский сельсовет                                       |
| 27  | Беляницино               | деревня         | →3        | Бриляковский сельсовет                                      |
| 28  | Березино                 | деревня         | ↘6        | Смиркинский сельсовет                                       |
| 29  | Березники                | деревня         | ↗20       | Федуринский сельсовет                                       |
| 30  | Блаженцово               | деревня         | ↘13       | Николо-Погостинский сельсовет                               |
| 31  | Бледны                   | деревня         | ↗22       | Ковригинский сельсовет                                      |
| 32  | Блиново                  | деревня         | ↘0        | Федуринский сельсовет                                       |
| 33  | Богданово                | деревня         | ↘17       | Бриляковский сельсовет                                      |
| 34  | Богомолово               | деревня         | ↗10       | Бриляковский сельсовет                                      |
| 35  | Бодягино                 | деревня         | →0        | Бриляковский сельсовет                                      |
| 36  | Боковка                  | деревня         | ↘16       | Ковригинский сельсовет                                      |
| 37  | Боково                   | деревня         | ↘2        | Тимирязевский сельсовет                                     |
| 38  | Большие Берёзки          | деревня         | ↗7        | Зиняковский сельсовет                                       |
| 39  | Большой Суходол          | деревня         | ↗19       | Федуринский сельсовет                                       |
| 40  | Ботусино                 | деревня         | ↘0        | Смольковский сельсовет                                      |
| 41  | Бриляково                | село            | ↘826      | Бриляковский сельсовет                                      |
| 42  | Бротены                  | деревня         | →0        | Кумохинский сельсовет                                       |
| 43  | Бурдуково                | деревня         | ↗19       | Зиняковский сельсовет                                       |
| 44  | Буревестник              | посёлок         | ↘514      | Тимирязевский сельсовет                                     |
| 45  | Бурково                  | деревня         | ↘21       | Бриляковский сельсовет                                      |
| 46  | Бурково                  | деревня         | ↗17       | Николо-Погостинский сельсовет                               |
| 47  | Бутаково                 | деревня         | ↘12       | Николо-Погостинский сельсовет                               |
| 48  | Бушнево                  | деревня         | ↗9        | Тимирязевский сельсовет                                     |
| 49  | Варварское               | деревня         | ↘50       | Кумохинский сельсовет                                       |
| 50  | Васильевское             | деревня         | ↗16       | Тимирязевский сельсовет                                     |
| 51  | Вашуриха                 | деревня         | ↗26       | Тимирязевский сельсовет                                     |
| 52  | Вашурово                 | деревня         | ↘11       | Тимирязевский сельсовет                                     |
| 53  | Ведерниково              | деревня         | ↘5        | Зиняковский сельсовет                                       |
| 54  | Ветелево                 | деревня         | ↗14       | Тимирязевский сельсовет                                     |
| 55  | Виноградово              | деревня         | ↘26       | Смиркинский сельсовет                                       |
| 56  | Войлоково                | деревня         | ↘3        | Зиняковский сельсовет                                       |
| 57  | Волжское лесничество     | посёлок         | ↗41       | Федуринский сельсовет                                       |
| 58  | Воловое                  | деревня         | ↗12       | Николо-Погостинский сельсовет                               |
| 59  | Вологино                 | деревня         | ↘4        | Тимирязевский сельсовет                                     |
| 60  | Володино                 | деревня         | →0        | Зиняковский сельсовет                                       |
| 61  | Воробьёво                | деревня         | ↘6        | Бриляковский сельсовет                                      |
| 62  | Воронино                 | село            | ↘581      | Зиняковский сельсовет                                       |
| 63  | Воронино                 | деревня         | ↘0        | Николо-Погостинский сельсовет                               |
| 64  | Вороново                 | деревня         | ↗17       | Федуринский сельсовет                                       |
| 65  | Воротилово               | деревня         | ↘3        | Смиркинский сельсовет                                       |
| 66  | Восчестниково            | деревня         | →6        | Николо-Погостинский сельсовет                               |
| 67  | Выскорное                | деревня         | →9        | Зиняковский сельсовет                                       |
| 68  | Высокая Рамень           | деревня         | ↘20       | Кумохинский сельсовет                                       |
| 69  | Высоково                 | деревня         | ↘23       | Ковригинский сельсовет                                      |
| 70  | Высоково                 | деревня         | ↘12       | Смиркинский сельсовет                                       |
| 71  | Вязовое                  | деревня         | ↘11       | Тимирязевский сельсовет                                     |
| 72  | Вяловская                | деревня         | ↘4        | Николо-Погостинский сельсовет                               |
| 73  | Гаврилки                 | деревня         | ↗3        | Зиняковский сельсовет                                       |
| 74  | Галанино                 | деревня         | ↘66       | Кумохинский сельсовет                                       |
| 75  | Глуховка                 | деревня         | ↘2        | Николо-Погостинский сельсовет                               |
| 76  | Головино                 | деревня         | ↘7        | Николо-Погостинский сельсовет                               |
| 77  | Горбуново                | деревня         | ↗35       | Кумохинский сельсовет                                       |
| 78  | Горбуши                  | деревня         | →0        | Зиняковский сельсовет                                       |
| 79  | Гордеево                 | деревня         | ↘20       | Николо-Погостинский сельсовет                               |
| 80  | Горенки                  | деревня         | ↘0        | Николо-Погостинский сельсовет                               |
| 81  | Горенское                | деревня         | →2        | Николо-Погостинский сельсовет                               |
| 82  | Городец                  | город           | ↘28 660   | город Городец                                               |
| 83  | Городецкий               | посёлок         | ↘171      | Николо-Погостинский сельсовет                               |
| 84  | Горохово                 | деревня         | ↗22       | Кумохинский сельсовет                                       |
| 85  | Горюшки                  | деревня         | ↘12       | Бриляковский сельсовет                                      |
| 86  | Горюшкино                | деревня         | →0        | Зиняковский сельсовет                                       |
| 87  | Горяшино                 | деревня         | →0        | Зиняковский сельсовет                                       |
| 88  | Гранино                  | деревня         | ↗2        | Зиняковский сельсовет                                       |
| 89  | Гридниково               | деревня         | →0        | Зиняковский сельсовет                                       |
| 90  | Гришманово               | деревня         | ↘13       | Ковригинский сельсовет                                      |
| 91  | Гурьево                  | деревня         | ↗10       | Николо-Погостинский сельсовет                               |
| 92  | Гусево                   | деревня         | →3        | Николо-Погостинский сельсовет                               |
| 93  | Дарьино                  | деревня         | ↘1        | Смольковский сельсовет                                      |
| 94  | Детского санатория       | посёлок         | ↘96       | Кумохинский сельсовет                                       |
| 95  | Долганиха                | деревня         | ↘0        | Николо-Погостинский сельсовет                               |
| 96  | Долганово                | деревня         | →0        | Зиняковский сельсовет                                       |
| 97  | Долгуша                  | деревня         | ↗24       | Смольковский сельсовет                                      |
| 98  | Дроздово                 | деревня         | ↘351      | Бриляковский сельсовет                                      |
| 99  | Дроздово                 | деревня         | ↘0        | Зиняковский сельсовет                                       |
| 100 | Дубенино                 | деревня         | ↘8        | Николо-Погостинский сельсовет                               |
| 101 | Дубки                    | деревня         | ↘5        | Николо-Погостинский сельсовет                               |
| 102 | Дубрава                  | деревня         | ↘0        | Бриляковский сельсовет                                      |
| 103 | Душенькино               | деревня         | ↗5        | Смольковский сельсовет                                      |
| 104 | Дырино                   | деревня         | ↘28       | Бриляковский сельсовет                                      |
| 105 | Евдокимово               | деревня         | ↘6        | Бриляковский сельсовет                                      |
| 106 | Елево                    | деревня         | ↗5        | Зиняковский сельсовет                                       |
| 107 | Елево                    | деревня         | ↘0        | Смольковский сельсовет                                      |
| 108 | Елхово                   | деревня         | ↗6        | Зиняковский сельсовет                                       |
| 109 | Емелино                  | деревня         | ↘1        | Зиняковский сельсовет                                       |
| 110 | Ефутино                  | деревня         | ↘4        | Бриляковский сельсовет                                      |
| 111 | Жбанниково               | деревня         | ↘7        | Бриляковский сельсовет                                      |
| 112 | Желтиково                | деревня         | →0        | Николо-Погостинский сельсовет                               |
| 113 | Жеравизное               | деревня         | →19       | Кумохинский сельсовет                                       |
| 114 | Жеховская                | деревня         | ↗15       | Тимирязевский сельсовет                                     |
| 115 | Журавлёво                | деревня         | ↘3        | Зиняковский сельсовет                                       |
| 116 | Заборово                 | деревня         | ↗50       | Кумохинский сельсовет                                       |
| 117 | Завидлево                | деревня         | ↗8        | Ковригинский сельсовет                                      |
| 118 | Заволжье                 | город           | ↘36 763   | город Заволжье                                              |
| 119 | Завражное                | деревня         | ↗8        | Зиняковский сельсовет                                       |
| 120 | Завражное                | деревня         | ↗95       | Кумохинский сельсовет                                       |
| 121 | Заломаево                | деревня         | ↗69       | Кумохинский сельсовет                                       |
| 122 | Заплутайки               | деревня         | ↘0        | Зиняковский сельсовет                                       |
| 123 | Зарубино                 | село            | ↗518      | Зиняковский сельсовет                                       |
| 124 | Засорихино               | деревня         | ↘20       | Кумохинский сельсовет                                       |
| 125 | Зиняки                   | село            | ↘1041     | Зиняковский сельсовет                                       |
| 126 | Зубово                   | деревня         | ↘29       | Бриляковский сельсовет                                      |
| 127 | Зубово                   | деревня         | ↗6        | Тимирязевский сельсовет                                     |
| 128 | Иваново                  | деревня         | ↗110      | Тимирязевский сельсовет                                     |
| 129 | Ивашково                 | деревня         | ↘0        | Зиняковский сельсовет                                       |
| 130 | Иголенки                 | деревня         | ↘0        | Николо-Погостинский сельсовет                               |
| 131 | Иголкино                 | деревня         | ↘0        | Федуринский сельсовет                                       |
| 132 | Иконниково               | деревня         | →0        | Смольковский сельсовет                                      |
| 133 | Ильинский                | посёлок         | ↘814      | Николо-Погостинский сельсовет                               |
| 134 | Кабачёво                 | деревня         | ↗107      | Кумохинский сельсовет                                       |
| 135 | Калинки                  | деревня         | ↘14       | Бриляковский сельсовет                                      |
| 136 | Калинкино                | деревня         | ↗6        | Зиняковский сельсовет                                       |
| 137 | Каплино                  | деревня         | ↗24       | Кумохинский сельсовет                                       |
| 138 | Караваево                | деревня         | →16       | Смольковский сельсовет                                      |
| 139 | Караиха                  | деревня         | ↘4        | Николо-Погостинский сельсовет                               |
| 140 | Карлово                  | деревня         | ↘6        | Бриляковский сельсовет                                      |
| 141 | Карпово                  | деревня         | ↘2        | Зиняковский сельсовет                                       |
| 142 | Карташиха                | деревня         | →0        | Зиняковский сельсовет                                       |
| 143 | Кипрево                  | деревня         | ↗38       | Смольковский сельсовет                                      |
| 144 | Киреево                  | деревня         | ↗3        | Зиняковский сельсовет                                       |
| 145 | Кирьяново                | деревня         | ↘3        | Тимирязевский сельсовет                                     |
| 146 | Кирюшино                 | село            | ↘7        | Зиняковский сельсовет                                       |
| 147 | Клёново                  | деревня         | ↗14       | Кумохинский сельсовет                                       |
| 148 | Клепиковка               | деревня         | ↘10       | Николо-Погостинский сельсовет                               |
| 149 | Ключи                    | деревня         | ↘1        | Бриляковский сельсовет                                      |
| 150 | Клюшниково               | деревня         | ↗20       | Кумохинский сельсовет                                       |
| 151 | Ковалево                 | деревня         | ↗12       | Николо-Погостинский сельсовет                               |
| 152 | Ковригино                | деревня         | ↗674      | Ковригинский сельсовет                                      |
| 153 | Ковригино                | деревня         | ↘8        | Смольковский сельсовет                                      |
| 154 | Кожухово                 | деревня         | ↗11       | Николо-Погостинский сельсовет                               |
| 155 | Козино                   | деревня         | ↘6        | Федуринский сельсовет                                       |
| 156 | Колесниково              | деревня         | ↘7        | Зиняковский сельсовет                                       |
| 157 | Колоногово               | деревня         | →0        | Зиняковский сельсовет                                       |
| 158 | Колываново               | деревня         | ↘2        | Бриляковский сельсовет                                      |
| 159 | Конево                   | деревня         | ↘29       | Ковригинский сельсовет                                      |
| 160 | Конево                   | деревня         | ↗10       | Смиркинский сельсовет                                       |
| 161 | Коновалиха               | деревня         | ↗25       | Николо-Погостинский сельсовет                               |
| 162 | Конопляново              | деревня         | ↘4        | Зиняковский сельсовет                                       |
| 163 | Коньково                 | деревня         | ↘23       | Бриляковский сельсовет                                      |
| 164 | Копенное                 | деревня         | ↘7        | Николо-Погостинский сельсовет                               |
| 165 | Копнино                  | деревня         | ↗14       | Кумохинский сельсовет                                       |
| 166 | Копосово                 | деревня         | ↘11       | Бриляковский сельсовет                                      |
| 167 | Коптево                  | деревня         | ↘1        | Зиняковский сельсовет                                       |
| 168 | Коробейниково            | деревня         | ↘5        | Ковригинский сельсовет                                      |
| 169 | Коробово                 | деревня         | ↘0        | Николо-Погостинский сельсовет                               |
| 170 | Коробово                 | деревня         | ↗72       | Федуринский сельсовет                                       |
| 171 | Коровино                 | деревня         | ↘7        | Смиркинский сельсовет                                       |
| 172 | Коровинское              | деревня         | ↘10       | Смиркинский сельсовет                                       |
| 173 | Косково                  | деревня         | ↘132      | Ковригинский сельсовет                                      |
| 174 | Косолапово               | деревня         | ↘13       | Бриляковский сельсовет                                      |
| 175 | Костомарино              | деревня         | →0        | Николо-Погостинский сельсовет                               |
| 176 | Костромино               | деревня         | ↗1        | Зиняковский сельсовет                                       |
| 177 | Кочнево                  | деревня         | ↗4        | Смольковский сельсовет                                      |
| 178 | Красная Рамень           | деревня         | ↗31       | Бриляковский сельсовет                                      |
| 179 | Красноселье              | деревня         | ↘9        | Бриляковский сельсовет                                      |
| 180 | Кривоносово              | деревня         | ↘0        | Бриляковский сельсовет                                      |
| 181 | Круглово                 | деревня         | ↗1        | Зиняковский сельсовет                                       |
| 182 | Круглово                 | село            | ↘2        | Зиняковский сельсовет                                       |
| 183 | Кудашиха                 | деревня         | ↗118      | Кумохинский сельсовет                                       |
| 184 | Кузнечиха                | деревня         | ↗1        | Смольковский сельсовет                                      |
| 185 | Кумохино                 | деревня         | ↗33       | Бриляковский сельсовет                                      |
| 186 | Кумохино                 | деревня         | ↗64       | Кумохинский сельсовет                                       |
| 187 | Кунорино                 | деревня         | ↗41       | Кумохинский сельсовет                                       |
| 188 | Курочкино                | деревня         | ↘3        | Ковригинский сельсовет                                      |
| 189 | Курцево                  | деревня         | ↘40       | Ковригинский сельсовет                                      |
| 190 | Куфтино                  | деревня         | ↗34       | Николо-Погостинский сельсовет                               |
| 191 | Лазарево                 | деревня         | ↘56       | Бриляковский сельсовет                                      |
| 192 | Лапино                   | деревня         | →0        | Бриляковский сельсовет                                      |
| 193 | Ларино                   | деревня         | ↘0        | Зиняковский сельсовет                                       |
| 194 | Лбово                    | деревня         | →2        | Бриляковский сельсовет                                      |
| 195 | Лебедево                 | деревня         | →12       | Смольковский сельсовет                                      |
| 196 | Лесная                   | деревня         | ↘2        | Смольковский сельсовет                                      |
| 197 | Липовая Грива            | деревня         | →14       | Кумохинский сельсовет                                       |
| 198 | Лисино                   | деревня         | ↘86       | Тимирязевский сельсовет                                     |
| 199 | Лисицыно                 | деревня         | ↘0        | Николо-Погостинский сельсовет                               |
| 200 | Лихачёво                 | деревня         | ↘0        | Зиняковский сельсовет                                       |
| 201 | Ложкино                  | деревня         | ↗28       | Кумохинский сельсовет                                       |
| 202 | Ломки                    | деревня         | ↘2        | Николо-Погостинский сельсовет                               |
| 203 | Ломляево                 | деревня         | ↗18       | Смольковский сельсовет                                      |
| 204 | Лосево                   | деревня         | ↘0        | Ковригинский сельсовет                                      |
| 205 | Лосево                   | деревня         | →4        | Николо-Погостинский сельсовет                               |
| 206 | Луговое                  | деревня         | ↘14       | Смольковский сельсовет                                      |
| 207 | Луковкино                | деревня         | ↘3        | Зиняковский сельсовет                                       |
| 208 | Лямино                   | деревня         | →0        | Николо-Погостинский сельсовет                               |
| 209 | Ляпуново                 | деревня         | ↗109      | Кумохинский сельсовет                                       |
| 210 | Максимовское             | деревня         | ↘5        | Зиняковский сельсовет                                       |
| 211 | Малахово                 | деревня         | ↗6        | Зиняковский сельсовет                                       |
| 212 | Малинки                  | деревня         | ↘5        | Смольковский сельсовет                                      |
| 213 | Малые Берёзки            | деревня         | ↗8        | Зиняковский сельсовет                                       |
| 214 | Малый Суходол            | деревня         | ↗30       | Федуринский сельсовет                                       |
| 215 | Марково                  | деревня         | ↗1        | Зиняковский сельсовет                                       |
| 216 | Мартыново                | деревня         | ↘8        | Смиркинский сельсовет                                       |
| 217 | Матрёнино                | деревня         | ↘1        | Зиняковский сельсовет                                       |
| 218 | Меленки                  | деревня         | ↘5        | Николо-Погостинский сельсовет                               |
| 219 | Мельниково               | деревня         | ↘3        | Зиняковский сельсовет                                       |
| 220 | Мехово                   | деревня         | ↘12       | Бриляковский сельсовет                                      |
| 221 | Милеево                  | деревня         | →0        | Николо-Погостинский сельсовет                               |
| 222 | Митинское                | деревня         | ↘4        | Николо-Погостинский сельсовет                               |
| 223 | Митрофаново              | деревня         | ↘2        | Федуринский сельсовет                                       |
| 224 | Михайлово                | деревня         | ↘7        | Смиркинский сельсовет                                       |
| 225 | Могильцы                 | деревня         | ↘157      | Зиняковский сельсовет                                       |
| 226 | Мозгулино                | деревня         | ↗46       | Федуринский сельсовет                                       |
| 227 | Мокеиха                  | деревня         | ↘11       | Николо-Погостинский сельсовет                               |
| 228 | Мокрушино                | деревня         | →1        | Бриляковский сельсовет                                      |
| 229 | Мостовое                 | деревня         | →6        | Кумохинский сельсовет                                       |
| 230 | Мочальное                | деревня         | ↗10       | Бриляковский сельсовет                                      |
| 231 | Мошки                    | деревня         | ↘17       | Николо-Погостинский сельсовет                               |
| 232 | Мошкино                  | деревня         | ↘20       | Бриляковский сельсовет                                      |
| 233 | Мошкино                  | деревня         | ↘133      | Ковригинский сельсовет                                      |
| 234 | Мысово                   | деревня         | ↘58       | Кумохинский сельсовет                                       |
| 235 | Нагавицино               | деревня         | ↗18       | Тимирязевский сельсовет                                     |
| 236 | Налескино                | деревня         | ↗52       | Кумохинский сельсовет                                       |
| 237 | Наседкино                | деревня         | ↘23       | Кумохинский сельсовет                                       |
| 238 | Неболдино                | деревня         | →1        | Зиняковский сельсовет                                       |
| 239 | Нехлустино               | деревня         | →0        | Николо-Погостинский сельсовет                               |
| 240 | Нечаиха                  | деревня         | ↘24       | Кумохинский сельсовет                                       |
| 241 | Нечаиха                  | деревня         | ↗13       | Николо-Погостинский сельсовет                               |
| 242 | Никитино                 | деревня         | ↗14       | Зиняковский сельсовет                                       |
| 243 | Николо-Погост            | село            | ↘101      | Николо-Погостинский сельсовет                               |
| 244 | Никольское               | деревня         | ↘10       | Бриляковский сельсовет                                      |
| 245 | Никольское               | деревня         | ↗69       | Смольковский сельсовет                                      |
| 246 | Никулино                 | деревня         | ↘7        | Бриляковский сельсовет                                      |
| 247 | Никулино                 | деревня         | →1        | Ковригинский сельсовет                                      |
| 248 | Ничунаево                | деревня         | ↘2        | Бриляковский сельсовет                                      |
| 249 | Новочистное              | деревня         | ↘2        | Николо-Погостинский сельсовет                               |
| 250 | Ноздрино                 | деревня         | ↘10       | Ковригинский сельсовет                                      |
| 251 | Носово                   | деревня         | ↘6        | Тимирязевский сельсовет                                     |
| 252 | Облизино                 | деревня         | ↘2        | Смиркинский сельсовет                                       |
| 253 | Обухово                  | деревня         | →0        | Зиняковский сельсовет                                       |
| 254 | Овинное                  | деревня         | ↗7        | Зиняковский сельсовет                                       |
| 255 | Ожгихино                 | деревня         | ↘11       | Бриляковский сельсовет                                      |
| 256 | Опалево                  | деревня         | →3        | Николо-Погостинский сельсовет                               |
| 257 | Орехово                  | деревня         | →0        | Федуринский сельсовет                                       |
| 258 | Осинки                   | деревня         | ↘9        | Зиняковский сельсовет                                       |
| 259 | Осинки                   | деревня         | ↘22       | Федуринский сельсовет                                       |
| 260 | Оскордино                | деревня         | ↗18       | Смольковский сельсовет                                      |
| 261 | Осоково                  | деревня         | ↘14       | Бриляковский сельсовет                                      |
| 262 | Осоково                  | деревня         | ↘5        | Смиркинский сельсовет                                       |
| 263 | Останино                 | деревня         | →0        | Федуринский сельсовет                                       |
| 264 | Островино                | деревня         | ↗10       | Бриляковский сельсовет                                      |
| 265 | Павелкино                | деревня         | ↗16       | Тимирязевский сельсовет                                     |
| 266 | Пелевино                 | деревня         | ↗3        | Зиняковский сельсовет                                       |
| 267 | Первое Мая               | посёлок         | ↗31       | Николо-Погостинский сельсовет                               |
| 268 | Первомайский             | рабочий посёлок | ↘1348     | рабочий посёлок Первомайский                                |
| 269 | Первушкино               | деревня         | ↘0        | Федуринский сельсовет                                       |
| 270 | Перевесное               | деревня         | ↘27       | Тимирязевский сельсовет                                     |
| 271 | Пестово                  | деревня         | →0        | Зиняковский сельсовет                                       |
| 272 | Пестово                  | деревня         | ↗219      | Кумохинский сельсовет                                       |
| 273 | Пестряково               | деревня         | ↘42       | Бриляковский сельсовет                                      |
| 274 | Пестряково               | деревня         | ↘0        | Смиркинский сельсовет                                       |
| 275 | Петухово                 | деревня         | ↘3        | Ковригинский сельсовет                                      |
| 276 | Петухово                 | деревня         | ↗24       | Федуринский сельсовет                                       |
| 277 | Победа                   | деревня         | ↗31       | Николо-Погостинский сельсовет                               |
| 278 | Повалихино               | деревня         | ↘27       | Кумохинский сельсовет                                       |
| 279 | Погуляйки                | деревня         | ↘0        | Смольковский сельсовет                                      |
| 280 | Подлужное                | деревня         | ↗63       | Кумохинский сельсовет                                       |
| 281 | Подолец                  | деревня         | →14       | Зиняковский сельсовет                                       |
| 282 | Покровское               | деревня         | ↘7        | Зиняковский сельсовет                                       |
| 283 | Полежайки                | деревня         | ↗2        | Зиняковский сельсовет                                       |
| 284 | Полизалово               | деревня         | ↗8        | Кумохинский сельсовет                                       |
| 285 | Пономарево               | деревня         | ↗103      | Кумохинский сельсовет                                       |
| 286 | Поповка                  | деревня         | →0        | Николо-Погостинский сельсовет                               |
| 287 | Попово                   | деревня         | ↘3        | Бриляковский сельсовет                                      |
| 288 | Посёлок имени Тимирязева | посёлок         | ↗1091     | Тимирязевский сельсовет                                     |
| 289 | Пречистино               | деревня         | ↘0        | Зиняковский сельсовет                                       |
| 290 | Привалово                | деревня         | ↘18       | Бриляковский сельсовет                                      |
| 291 | Притыкино                | деревня         | ↗12       | Бриляковский сельсовет                                      |
| 292 | Притыкино                | деревня         | ↗2        | Зиняковский сельсовет                                       |
| 293 | Прозориха                | деревня         | ↘1        | Смольковский сельсовет                                      |
| 294 | Прозорово                | деревня         | ↘4        | Ковригинский сельсовет                                      |
| 295 | Прокофьево               | деревня         | ↘0        | Николо-Погостинский сельсовет                               |
| 296 | Прокурино                | деревня         | ↘5        | Бриляковский сельсовет                                      |
| 297 | Прудово                  | деревня         | →4        | Зиняковский сельсовет                                       |
| 298 | Прудово                  | посёлок         | →0        | Зиняковский сельсовет                                       |
| 299 | Пудово                   | деревня         | ↘5        | Зиняковский сельсовет                                       |
| 300 | Пульниково               | деревня         | ↗3        | Смольковский сельсовет                                      |
| 301 | Пустошь                  | деревня         | ↘2        | Николо-Погостинский сельсовет                               |
| 302 | Пшеничное                | деревня         | ↘2        | Смольковский сельсовет                                      |
| 303 | Пятейки                  | деревня         | ↘6        | Смиркинский сельсовет                                       |
| 304 | Редькино                 | деревня         | →0        | Зиняковский сельсовет                                       |
| 305 | Редькино                 | село            | ↗8        | Зиняковский сельсовет                                       |
| 306 | Репино                   | деревня         | ↘11       | Ковригинский сельсовет                                      |
| 307 | Речная                   | деревня         | ↘14       | Кумохинский сельсовет                                       |
| 308 | Рогожино                 | деревня         | ↗35       | Кумохинский сельсовет                                       |
| 309 | Рогозинино               | деревня         | ↘1        | Зиняковский сельсовет                                       |
| 310 | Родителево               | деревня         | ↗4        | Тимирязевский сельсовет                                     |
| 311 | Рожково                  | деревня         | ↘65       | Кумохинский сельсовет                                       |
| 312 | Роймино                  | деревня         | ↗5        | Бриляковский сельсовет                                      |
| 313 | Романово                 | деревня         | ↘23       | Ковригинский сельсовет                                      |
| 314 | Руя                      | деревня         | ↘6        | Ковригинский сельсовет                                      |
| 315 | Рыжухино                 | деревня         | ↘5        | Бриляковский сельсовет                                      |
| 316 | Рябинки                  | деревня         | ↗4        | Федуринский сельсовет                                       |
| 317 | Савино                   | деревня         | ↘14       | Ковригинский сельсовет                                      |
| 318 | Савино                   | деревня         | ↘13       | Николо-Погостинский сельсовет                               |
| 319 | Самохвалово              | деревня         | ↗6        | Зиняковский сельсовет                                       |
| 320 | Санниково                | деревня         | ↗6        | Николо-Погостинский сельсовет                               |
| 321 | Сбоиха                   | деревня         | ↗18       | Смольковский сельсовет                                      |
| 322 | Свинино                  | деревня         | ↘13       | Кумохинский сельсовет                                       |
| 323 | Сельцо                   | деревня         | ↘44       | Николо-Погостинский сельсовет                               |
| 324 | Серково                  | деревня         | ↗1120     | Кумохинский сельсовет                                       |
| 325 | Сидорово                 | деревня         | ↘6        | Бриляковский сельсовет                                      |
| 326 | Сидорово                 | деревня         | →0        | Зиняковский сельсовет                                       |
| 327 | Сидорово                 | деревня         | ↘3        | Николо-Погостинский сельсовет                               |
| 328 | Симоново                 | деревня         | ↘2        | Николо-Погостинский сельсовет                               |
| 329 | Ситниково                | деревня         | ↘0        | Зиняковский сельсовет                                       |
| 330 | Скипино                  | деревня         | ↗19       | Тимирязевский сельсовет                                     |
| 331 | Скользихино              | деревня         | ↘1        | Тимирязевский сельсовет                                     |
| 332 | Скородум                 | село            | →4        | Смольковский сельсовет                                      |
| 333 | Слоново                  | деревня         | ↗30       | Кумохинский сельсовет                                       |
| 334 | Слышково                 | деревня         | ↘6        | Бриляковский сельсовет                                      |
| 335 | Смиркино                 | посёлок         | ↘500      | Смиркинский сельсовет                                       |
| 336 | Смольки                  | село            | ↗963      | Смольковский сельсовет                                      |
| 337 | Смольники                | деревня         | ↘1        | Зиняковский сельсовет                                       |
| 338 | Собинное                 | деревня         | ↘6        | Смиркинский сельсовет                                       |
| 339 | Соболиха                 | деревня         | ↗234      | Федуринский сельсовет                                       |
| 340 | Содомово                 | деревня         | ↗2        | Смольковский сельсовет                                      |
| 341 | Содомово                 | деревня         | ↗1        | Федуринский сельсовет                                       |
| 342 | Солоденино               | деревня         | ↘0        | Зиняковский сельсовет                                       |
| 343 | Соримостово              | деревня         | →0        | Зиняковский сельсовет                                       |
| 344 | Сорокоумово              | деревня         | ↗6        | Зиняковский сельсовет                                       |
| 345 | Сосновка                 | деревня         | ↘3        | Смиркинский сельсовет                                       |
| 346 | Сосновское               | деревня         | ↘1        | Зиняковский сельсовет                                       |
| 347 | Сосновское               | деревня         | →0        | Николо-Погостинский сельсовет                               |
| 348 | Сотнево                  | деревня         | →0        | Кумохинский сельсовет                                       |
| 349 | Старцево                 | деревня         | ↗25       | Бриляковский сельсовет                                      |
| 350 | Старцево                 | деревня         | ↘16       | Николо-Погостинский сельсовет                               |
| 351 | Столбово                 | деревня         | ↘2        | Смиркинский сельсовет                                       |
| 352 | Стрекалово               | деревня         | ↘21       | Бриляковский сельсовет                                      |
| 353 | Стрелка                  | деревня         | →0        | Зиняковский сельсовет                                       |
| 354 | Стрелка                  | деревня         | ↘15       | Смольковский сельсовет                                      |
| 355 | Строино                  | деревня         | ↗6        | Зиняковский сельсовет                                       |
| 356 | Строчково                | село            | ↗1116     | Кумохинский сельсовет                                       |
| 357 | Ступино                  | деревня         | →2        | Зиняковский сельсовет                                       |
| 358 | Суздалево                | деревня         | ↘27       | Николо-Погостинский сельсовет                               |
| 359 | Сухаренки                | деревня         | ↘2        | Зиняковский сельсовет                                       |
| 360 | Сухаренки                | посёлок         | ↘10       | Зиняковский сельсовет                                       |
| 361 | Сысово                   | деревня         | ↘12       | Николо-Погостинский сельсовет                               |
| 362 | Сысуйково                | деревня         | →3        | Бриляковский сельсовет                                      |
| 363 | Тарханово                | деревня         | ↗155      | Кумохинский сельсовет                                       |
| 364 | Тарханово                | деревня         | ↘5        | Смиркинский сельсовет                                       |
| 365 | Телицино                 | деревня         | ↘2        | Бриляковский сельсовет                                      |
| 366 | Терентьево               | деревня         | ↘11       | Тимирязевский сельсовет                                     |
| 367 | Тесовая                  | деревня         | ↘15       | Смольковский сельсовет                                      |
| 368 | Тихая                    | деревня         | ↘113      | Смольковский сельсовет                                      |
| 369 | Ткалино                  | деревня         | ↘36       | Тимирязевский сельсовет                                     |
| 370 | Токовиково               | деревня         | ↘2        | Бриляковский сельсовет                                      |
| 371 | Тонково                  | деревня         | ↘15       | Смиркинский сельсовет                                       |
| 372 | Торохово                 | деревня         | ↘2        | Тимирязевский сельсовет                                     |
| 373 | Тревражное               | деревня         | →3        | Смольковский сельсовет                                      |
| 374 | Тренино                  | деревня         | ↘4        | Смольковский сельсовет                                      |
| 375 | Трестьяны                | деревня         | ↘10       | Смиркинский сельсовет                                       |
| 376 | Турбазы                  | посёлок         | ↗196      | Федуринский сельсовет                                       |
| 377 | Тюкалово                 | деревня         | →0        | Зиняковский сельсовет                                       |
| 378 | Тяблино                  | деревня         | ↘18       | Кумохинский сельсовет                                       |
| 379 | Узольский                | посёлок         | ↗222      | Кумохинский сельсовет                                       |
| 380 | Улыбино                  | деревня         | ↗18       | Кумохинский сельсовет                                       |
| 381 | Ульяниха                 | деревня         | ↘1        | Николо-Погостинский сельсовет                               |
| 382 | Ульянково                | деревня         | ↘9        | Бриляковский сельсовет                                      |
| 383 | Устиново                 | деревня         | →40       | Тимирязевский сельсовет                                     |
| 384 | Фаладово                 | деревня         | ↗22       | Николо-Погостинский сельсовет                               |
| 385 | Фалино-Пестово           | деревня         | ↘9        | Федуринский сельсовет                                       |
| 386 | Фёдоровское              | деревня         | ↗2        | Тимирязевский сельсовет                                     |
| 387 | Федосеево                | деревня         | ↘2        | Смиркинский сельсовет                                       |
| 388 | Федурино                 | деревня         | ↗575      | Федуринский сельсовет                                       |
| 389 | Фердуново                | деревня         | →4        | Зиняковский сельсовет                                       |
| 390 | Филино                   | деревня         | ↘23       | Федуринский сельсовет                                       |
| 391 | Филипцево                | деревня         | →0        | Ковригинский сельсовет                                      |
| 392 | Филипцево                | деревня         | →0        | Смольковский сельсовет                                      |
| 393 | Филоново                 | деревня         | ↘16       | Бриляковский сельсовет                                      |
| 394 | Фомиха                   | деревня         | ↗8        | Смиркинский сельсовет                                       |
| 395 | Харино                   | деревня         | →0        | Зиняковский сельсовет                                       |
| 396 | Харламиха                | деревня         | ↗12       | Николо-Погостинский сельсовет                               |
| 397 | Хаустово                 | деревня         | ↗11       | Николо-Погостинский сельсовет                               |
| 398 | Хахалино                 | деревня         | ↘14       | Бриляковский сельсовет                                      |
| 399 | Худяково                 | деревня         | →0        | Зиняковский сельсовет                                       |
| 400 | Частихино                | деревня         | ↗4        | Николо-Погостинский сельсовет                               |
| 401 | Чегенёво                 | деревня         | ↘7        | Бриляковский сельсовет                                      |
| 402 | Чередково                | деревня         | ↘20       | Николо-Погостинский сельсовет                               |
| 403 | Черемушки                | деревня         | ↘1        | Зиняковский сельсовет                                       |
| 404 | Черкуново                | деревня         | ↗33       | Кумохинский сельсовет                                       |
| 405 | Черна                    | деревня         | ↘0        | Ковригинский сельсовет                                      |
| 406 | Черново                  | деревня         | ↘2        | Зиняковский сельсовет                                       |
| 407 | Чернораменье             | деревня         | ↗7        | Зиняковский сельсовет                                       |
| 408 | Чернышиха                | деревня         | ↗10       | Кумохинский сельсовет                                       |
| 409 | Чесноково                | деревня         | →1        | Смиркинский сельсовет                                       |
| 410 | Чистомежное              | деревня         | ↘3        | Николо-Погостинский сельсовет                               |
| 411 | Чуркино                  | деревня         | ↘1        | Зиняковский сельсовет                                       |
| 412 | Чучелиха                 | деревня         | ↘14       | Смиркинский сельсовет                                       |
| 413 | Шадрино                  | деревня         | ↘450      | Бриляковский сельсовет                                      |
| 414 | Шалахино                 | деревня         | ↘4        | Зиняковский сельсовет                                       |
| 415 | Шапошное                 | деревня         | ↘0        | Зиняковский сельсовет                                       |
| 416 | Шарыпово                 | деревня         | ↘16       | Бриляковский сельсовет                                      |
| 417 | Шаталиха                 | деревня         | ↘3        | Николо-Погостинский сельсовет                               |
| 418 | Швецово                  | деревня         | ↘0        | Николо-Погостинский сельсовет                               |
| 419 | Шейкино                  | деревня         | ↗15       | Кумохинский сельсовет                                       |
| 420 | Шешуки                   | деревня         | ↗5        | Зиняковский сельсовет                                       |
| 421 | Шипилово                 | деревня         | ↘4        | Николо-Погостинский сельсовет                               |
| 422 | Ширшово                  | деревня         | →3        | Зиняковский сельсовет                                       |
| 423 | Шишулино                 | деревня         | ↘2        | Николо-Погостинский сельсовет                               |
| 424 | Шошино                   | деревня         | ↘2        | Зиняковский сельсовет                                       |
| 425 | Шутово                   | деревня         | ↘1        | Зиняковский сельсовет                                       |
| 426 | Шушарино                 | деревня         | →0        | Федуринский сельсовет                                       |
| 427 | Щекино                   | деревня         | ↘39       | Николо-Погостинский сельсовет                               |
| 428 | Эмохоны                  | деревня         | ↘2        | Смиркинский сельсовет                                       |
| 429 | Юрово                    | деревня         | →0        | Зиняковский сельсовет                                       |
| 430 | Яблонное                 | деревня         | →3        | Зиняковский сельсовет                                       |
| 431 | Яблонное                 | деревня         | ↘0        | Смольковский сельсовет                                      |
| 432 | Ягодное                  | деревня         | →0        | Николо-Погостинский сельсовет                               |
| 433 | Ягодное                  | деревня         | ↘14       | Смольковский сельсовет                                      |
| 434 | Ягодно-Лесное            | деревня         | ↘24       | Бриляковский сельсовет                                      |
| 435 | Яришное                  | деревня         | ↘2        | Зиняковский сельсовет                                       |
| 436 | Яровская                 | деревня         | ↗14       | Кумохинский сельсовет                                       |
| 437 | Ястребцово               | деревня         | →0        | Зиняковский сельсовет                                       |